# Borsa İstanbul
Borsa Istanbul (тур. Borsa İstanbul, BİST) — турецька фондова біржа в Стамбулі. Розпочала роботу 26 грудня 1985 року. Під нинішньою назвою об'єднані структурні підрозділи Стамбульська фондова біржа (ISE) (тур. İstanbul Menkul Kıymetler Borsası, IMKB), Стамбульська золотовалютна біржа (тур. İstanbul Altın Borsası, İAB) і Похідна-фінансова біржа Туреччини (тур. Vadeli İşlem Opsiyon Borsası, VOB). Єдина фондова біржа належить державі Туреччині. Біржею підтримується електронна торговельна система, всі угоди в якій здійснюються в ході безперервних аукціонів. Ринок акцій і ринок векселів і облігацій являють собою два основних сегменти біржі.
На турецькому фондовому ринку немає обмежень на закордонні портфельні інвестиції. Цінні папери зарубіжних компаній можуть отримати лістинг у Міжнародній секції фондового ринку ISE. Правила біржі відповідають міжнародним стандартам та директивам ЄС. Кліринг, розрахунки, і кастодіальне обслуговування у відповідності зі стандартами, прийнятими на міжнародному рівні, здійснює розрахунково-кастодіальний банк біржі.
Акціонерами Стамбульської фондової біржі є (станом на 2024 рік):
- Фонд добробуту Туреччини - 80.6%
- QH Oil Investments LLC - 10%
- Turkish Capital Markets Association (TCMA) - 1.3%
- Borsa İstanbul A.Ş. - 2.32%
- Інші - 5.78%

## Історія
Стамбульська фондова біржа (ISE) була єдиною в Туреччині корпорацією біржі цінних паперів, створеною для торгівлі акціями, облігаціями та векселями, сертифікатами розподілу доходів, облігаціями приватного сектора, іноземними цінними паперами та сертифікатами нерухомості, а також міжнародними цінними паперами. ISE була заснована як автономна професійна організація на початку 1986 року. З 15 травня 1995 року вона розташована в сучасному будівельному комплексі в кварталі Істіньє на європейській стороні Стамбула.